# Surrey Hills

Lage der Surrey Hills im Süden Englands

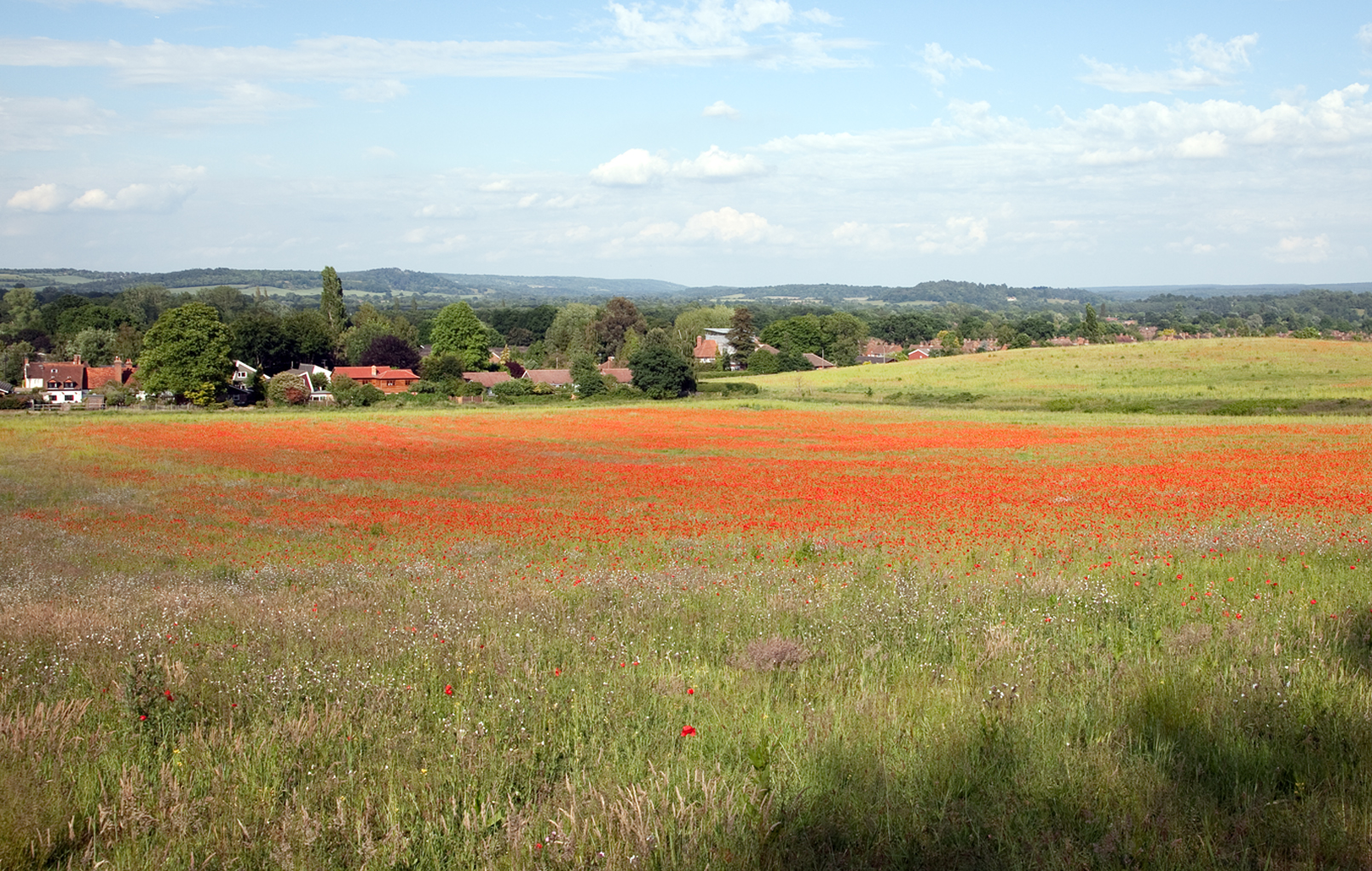
Landschaft bei Godalming

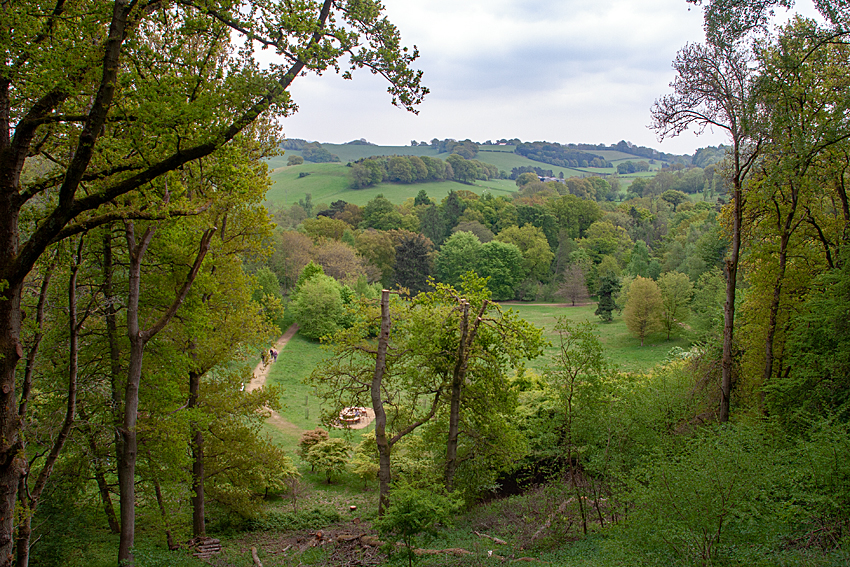
Dto.

Die Surrey Hills sind ein ca. 420 km² großes und maximal knapp 300 m hohes Gebiet in der südenglischen Grafschaft (county) Surrey. Es ist seit dem Jahr 1958 als Area of Outstanding Natural Beauty (AONB) anerkannt.

## Geografie
Das von offenen und teilweise bewaldeten Hügeln geprägte Gebiet der Surrey Hills erstreckt sich etwa 50 bis 80 km südlich von London von Westen (Kleinstädte Farnham und Haslemere) nach Osten (Kleinstadt Oxted); am Nordrand der Region liegt das etwa 70.000 Einwohner zählende Guildford, die Hauptstadt Surreys. Zentraler gelegen ist die Kleinstadt Godalming, doch auch von Dorking aus ist das Gebiet gut zu erreichen. Zentrale Hügelkette der Surrey Hills ist die Greensand Ridge mit dem 294 m hohen Leith Hill als höchster Erhebung. Die Heidelandschaft von Blackheath Common ist ebenfalls Teil des Gebiets. In der Region gibt es außer dem zwischen Godalming, Guildford und Weybridge schiffbaren River Wey keine größeren Flüsse oder Seen; kleinere Flüsse wie der River Tillingbourne dienten zum Betrieb von Wassermühlen und großen Schmiedehämmern.

## Wirtschaft
Die Surrey Hills sind eine alte Agrarlandschaft, in der sowohl Getreide angebaut als auch Viehzucht betrieben wurde und wird. Erst in der zweiten Hälfte des 20. Jahrhunderts wurde das Gebiet für touristische Zwecke (Erholung, Wandern) entdeckt. Heute wird in einigen Lagen Weinbau betrieben.

## Sehenswürdigkeiten
Obwohl davon auszugehen ist, dass bereits früher Holz- und Feldsteinkirchen existiert haben, so stammen doch die meisten heutigen Bauten aus dem 18./19. Jahrhundert; Klöster sind in der Region nicht nachgewiesen. Fachwerkhäuser waren früher typisch, doch wurden viele im 19. und 20. Jahrhundert durch Steinbauten ersetzt.